# Grupa koronna

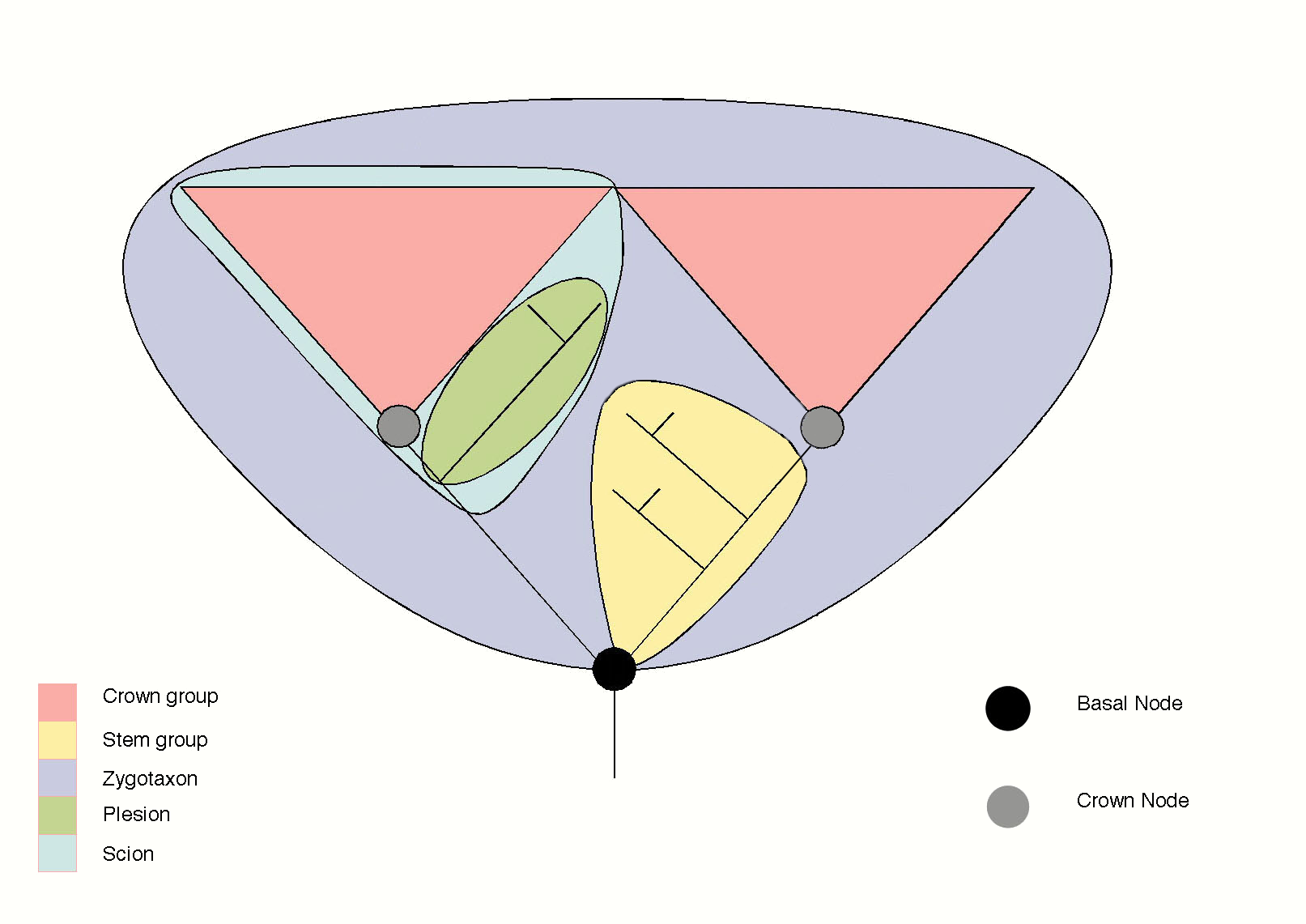
Grupy koronne oznaczone kolorem różowym

Grupa koronna (ang. crown group) – fragment drzewa filogenetycznego stanowiący rozgałęziony klad wieńczący jego szczyt. Obejmuje wszystkie żyjące organizmy określonej grupy wraz z ich przodkami, sięgając aż do ostatniego wspólnego przodka. Dzięki zastosowaniu zegara molekularnego można ustalić czas powstania grupy koronnej. Wiadomo na przykład, że grupa koronna okrytonasiennych powstała w środkowej jurze 179–158 milionów lat temu. 